# Barryville
Barryville é uma comunidade rural localizado no Condado de Northumberland, Novo Brunswick, Canadá.